# 27. моторизована бригада
27. дервентска моторизована бригада је била пјешадијска јединица Војске Републике Српске.

## Историјат
Јединица је основана 13. маја 1992. године у Дервенти преформирањем 327. моторизоване бригаде ЈНА. Дјеловала је у саставу 1. крајишког корпуса ВРС. Попуњавана је војним обвезницима из општина Дервента, Брод, Прњавор, Бања Лука, Соколац, Теслић, Добој, Челинац, Лакташи, Градишка, Козарска Дубица, Костајница, Нови Град, Приједор, Крупа на Уни, Оштра Лука, Дринић, те борцима избјеглим из општина Зеница, Завидовићи, Маглај, Какањ и Градачац.  Априла 1994. у састав бригаде ушли су борци из 1. осињске лаке пјешадијске бригаде ВРС. На дан формирања имала је око 3.000, а кроз бригаду је укупно прошло око 7.500 припадника. У току Одбрамбено-отаџбинског рата 1992-1995. изводила је борбена дејства на дервентском, бродском, градачачком, власеничком, сарајевском, маглајском, завидовићком, возућком, теслићком, бихаћком, влашићком, кључком и санском ратишту. Бригада је учествовала и у две велике операције Војске Републике Српске, Коридор и Дрина.
Бригадом су командовали (укључујући и 327. бригаду ЈНА): потпуковник Ратко Граховац (1992), потпуковник Љубомир Обрадовић (19 – 27. мај 1992; 6 – 23. јун 1992; 30. јун 1992 – 7. јул 1992); пуковник Триво Вујић (23 – 30. јун 1992, када је погинуо); потпуковник Станко Балтић (7. јул 1992 – 1. новембар 1992); потпуковник Бошко Пеулић (1. новембар 1992 – новембар 1994); пуковник Рајко Радуловић (новембар 1994 – 2. јануар 1995); мајор Никола Штрбац (2. јануар 1995 – крај рата). Бригада је у марту 1996. ушла у састав 327. пјешадијске бригаде ВРС, која је наставила да његује њене традиције. Имала је 510 погинулих, 11 несталих и око 2.500 рањених бораца. Одликована је Орденом Карађорђеве звијезде II реда.

## Састав
Бригада је била батаљонског састава. У формацији је имала: 
- команду бригаде,
- команду стана,
- 1. моторизовани батаљон
- 2. моторизовани батаљон
- 3. (Бањалучки) моторизовани батаљон - капетан Велимир Вукајловић
- 4. моторизовани батаљон
- чету војне полиције,
- извиђачку чету,
- чету везе,
- лаки артиљеријски дивизион ПВО,
- вод атомско-биолошко-хемијске одбране,
- хаубички артиљеријски дивизион,
- мјешовити противоклопни артиљеријски дивизион,
- инжењеријски батаљон,
- позадински батаљон,
- чету "Меша Селимовић" и
- тенковску чету.